# パルスレーザー (光学)
パルスレーザーとは、連続光発振に分類されないレーザーを指す名称である。より具体的には、光出力がある一定の継続時間を持つパルスから構成されており、さらにそれらのパルスが、ある 繰り返し周波数で繰り返されるレーザーの事を指す。
パルスレーザーは様々な目的に対応する幅広い技術を含んだ概念である。その中には単に連続光発振が技術的に不可能であるという理由でパルス駆動されているレーザーもある。
それとは異なり、1パルスのエネルギーが高ければ高いほど好ましいという応用のためにパルス駆動が求められるケースがある。パルスあたりのエネルギーは、レーザーの平均パワーを繰り返し周波数で割ったものであるため、この場合の目的は、繰り返し周波数を下げて、パルスとパルスの間隔を広げてよりたくさんのエネルギーを短い時間のパルスに集中させる事で達成される場合がある。レーザーアブレーションはそのような応用の例として挙げられる。熱が非常に短時間に表面に与えられると、熱が拡散されないために加熱されるのは表面の非常に小さい体積だけであるため、容易に蒸発する。一方、同じだけの熱がより長い時間に渡って与えられた場合、熱は材料の内部まで浸透し、より広い範囲が加熱されるために蒸発に必要な温度まで達することがない。
それ以外の応用として、1パルスのエネルギーではなく、レーザーのピークパワーが重要なケースがある。特に非線形光学効果を得るためにはピークパワーが重要である。一定のパルスのエネルギーにおいて、ピークパワーを引き上げるためには、Qスイッチングなどを利用して、パルスの継続時間（パルス幅、pulse duration)を可能な限り短くすることが求められる。
パルスの光学的な帯域はパルス幅の逆数よりも狭くなることが出来ない。非常に狭い発振帯域を持つことが典型的な連続波発振のレーザーと異なり、非常に短いパルス幅のレーザーは、この原理に基づいて、必然的にかなり広い帯域を持つ事になる。色素レーザーや、結晶格子の振動遷移を伴うレーザー媒質は、広い帯域で十分な利得を有するために、数フェムト秒程度の超短パルスを有するレーザーを作製することが出来る。

## Qスイッチング
Qスイッチレーザーでは、光共振器の中に利得を上回る損失を導入することによって、反転分布が（レーザー発振に消費されずに）十分に成長することを可能にする。損失の挿入は光共振器にとっては品質ファクターであるQ値を低下させる事に相当する。レーザー媒質に蓄積されたエネルギーが到達可能な最大値に達した時に、光共振器に挿入された損失を速やかに取り除く（アクティブQスイッチにおいては外部からの信号で取り除かれ、パッシブQスイッチにおいては、物理現象によって自動的に損失が除去される）事で、レーザー媒質に蓄積されたエネルギーを消費して急速にレーザー発振が開始する。その結果、非常にパルス幅が短く、結果、高いピークパワーを持つパルスが得られる。

## モード同期
モード同期レーザー（Mode-locked laser）では、数ピコ秒から、10フェムト秒以下の極度に短い幅のレーザーパルスを発振させることの出来る。これらのパルスはラウンドトリップにかかる時間で繰り返される。ラウンドトリップにかかる時間とは光パルスが光共振器を構成する二つの鏡の間をちょうど1周して元の位置に戻ってくるのにかかる時間である。フーリエ限界（もしくは、エネルギーと時間の間の不確定性原理としても知られている）によって、ここまで短い時間幅のパルスはかなり広い帯域を持つ事になる。したがって、モード同期レーザーに使われるレーザー媒質はそれらの広い帯域全ての光を増幅できるように、十分に広い波長帯域で利得を有する必要がある。モード同期に適するレーザー媒質の例としては、チタンをドープしたサファイアの人工結晶（チタンサファイアレーザー）が挙げられる。この媒質は、非常に広い波長帯域での利得を持ち、数フェムト秒程度の非常に短い幅のパルスを生成することが可能となる。
このようなモード同期レーザーは幅広い分野に有用である。例えば、パルス幅が極度に短い事を生かして、非常に短い時間スケールの物理現象（フェムト秒物理や、フェムト秒化学や、超高速科学）を研究するのに使うことが出来る。また、ピークパワーが非常に高いため、非線形な光学現象（例えば、第二次高調波発生、光パラメトリック下方変換、光パラメトリック発振など）を最大化する事ができるため、この用途にも有効である。
また、アブレーション用途にも有用である事が知られている。

## パルス励起
パルス駆動レーザーを実現する別の手法として、レーザー媒質をパルス状に励起する方法がある。パルス状に励起する方法にはいくつかあるが、励起源自体がパルス動作しか出来ないもの、フラッシュランプのように電気的な充電機構によりパルス動作させるもの、別のパルス駆動のレーザーで励起するものなどがある。
パルス励起は歴史的には色素レーザーで使われてきた。色素レーザーに使われるレーザー色素は反転分布状態の寿命が非常に短いために、レーザー発振させるには非常に大きいパワーで高速に励起することが必要だった。この問題を解決するために、大きな容量のコンデンサを充電しておき、スイッチをフラッシュランプに切り替えて一気に放電させることで、非常に高い強度の励起のための閃光を得ることが出来る。

## パルスレーザーを使った軟部組織手術
パルスとパルスの間隔を熱的な緩和時間以上に十分に開けて、組織が効率的に冷却される状態を保ったパルスレーザーが軟部組織に照射されると、照射部の周囲の組織を加熱しないという重要な特徴がある。そのため、周囲の細胞の壊死が抑えられる事が知られている。

## 文献
- Siegman、 Anthony E. (1986). Lasers、 University Science Books. ISBN 0-935702-11-3
- Svelto、 Orazio (1998). Principles of Lasers、 4th ed. (trans. David Hanna)、 Springer. ISBN 0-306-45748-2